# Пряма акція (військова справа)
Пряма́ а́кція, також спрямо́вана ді́я, напра́влена ді́я або прямі́ бойові́ ді́ї (англ. direct action (military) — у військовій справі — термін, яким у контексті військових спеціальних операцій припускають проведення короткочасних ударів та інших незначних за масштабом наступальних дій, що реалізуються шляхом активних, цілеспрямованих, жорстких дій в агресивному або політично чутливому середовищі з метою захоплення, знищення, застосування, опанування, відновлення або пошкодження визначеної цілі. Прямі бойові дії (акції) відрізняються від звичайних наступальних дій рівнем фізичного та особливо політичного ризику, оперативними методами їх проведення, ступенем диференціації і скрупульозного застосування сили для досягнення конкретних цілей.
Прямі бойові дії, як правило, проводяться силами спеціальних операцій, котрі виконують отримане завдання невеликими наземними групами, можливо, за підтримкою військової авіації і флоту, в обстановці високого ступеня секретності. Успіх проведення прямих бойових дій напрямку залежить від фактора раптовості та високих професійних навичок оперативників, що використовують метод: «удар-втеча», а ні на масове застосування військової сили.
Головними критеріями проведення прямих бойових дій є:
- прихований підхід до цілі;
- стрімке, точне й жорстке використання сили
- негайна евакуації, як тільки мета проведення досягнута, по можливості роблячи вихід команди із загрозливої зони приховано.

Прямі бойові дії це не суїцидальна атака.